# Xeresa (kommunhuvudort)
Xeresa är en kommunhuvudort i Spanien.   Den ligger i provinsen Província de València och regionen Valencia, i den östra delen av landet, 300 km sydost om huvudstaden Madrid. Xeresa ligger 9 meter över havet och antalet invånare är 1 958.
Terrängen runt Xeresa är kuperad åt sydväst, men åt nordost är den platt. Havet är nära Xeresa åt nordost.Runt Xeresa är det tätbefolkat, med 570 invånare per kvadratkilometer. Närmaste större samhälle är Gandia, 6,3 km sydost om Xeresa. Runt Xeresa är det i huvudsak tätbebyggt.